# Barking F.C.
Câu lạc bộ bóng đá Barking là một câu lạc bộ bóng đá có trụ sở tại Barking, Đại Luân Đôn, Anh. Đội hiện là thành viên của Essex Senior League và thi đấu tại Mayesbrook Park ở Dagenham.

## Lịch sử
Nguồn gốc của câu lạc bộ hiện đại không rõ ràng, với một số tuyên bố tiềm năng; Barking Institute được thành lập vào khoảng năm 1896 với tên gọi Viện Barking Working Lads (hoặc có thể sớm hơn là Viện Barking Working Men) hoặc là một cơ sở đổi tên thành Barking Rovers, được thành lập vào năm 1880 và sau đó được đổi tên bởi Church Institute khi họ tiếp quản điều hành nó. Họ đã giành được Essex Senior Cup mùa giải 1893-94 và 1895-96, trước khi trở thành nhà vô địch của Division One của South Essex League mùa giải 1898-99, Leyton & District League mùa giải 1899-1900, Division Two của South Essex League mùa giải 1900-01 và Division Two A mùa giải 1901-02, trước khi đổi tên thành Barking vào năm 1902. Đội cũng chơi ở London League, vô địch Division One A mùa giải 1909-10, trước khi vô địch South Essex League một lần nữa vào mùa giải 1911-12, mùa giải mà họ cũng đã giành được London Senior Cup lần đầu tiên. Năm 1912, Barking trở thành thành viên sáng lập của Athenian League, nhưng rút lui chỉ sau hai trận đấu và thành tích của họ bị xóa.
Năm 1919, câu lạc bộ đổi tên thành Barking Town, giành chức vô địch Essex Senior Cup vào mùa giải 1919-20. Mùa giải tiếp theo, họ vô địch Premier Division của London League và London Senior Cup, trước khi tái gia nhập Athenian League năm 1923. Mùa giải 1926-27, họ lọt vào vòng Một của Cúp FA, cuối cùng để thua Gillingham trong trận đấu lại. Đội cũng đã lọt vào trận chung kết FA Amateur Cup, thua Leyton 3-1, nhưng đã giành chức vô địch London Senior Cup lần thứ ba. Họ lại lọt vào vòng Một của Cúp FA mùa giải 1928-29, nhưng để thua 6-0 trước Exeter City. Năm 1932, họ trở lại với cái tên Barking, và vào mùa giải 1934-35 giành được chức vô địch Athenian League.
Sau Thế chiến thứ hai, Barking đã giành được cúp Essex Senior Cup 1945-46. Năm 1952, đội chuyển sang Isthmian League, nhưng phải đợi đến mùa giải 1978-79 trước khi vô địch giải đấu lần nữa; trong thời gian đó, họ đã giành được thêm các danh hiệu Essex Senior Cup vào các mùa giải 1962-63 và 1969-70. Mùa giải 1978-79 cũng chứng kiến họ lọt vào vòng Hai Cúp FA, sau khi đánh bại Yeovil Town ở vòng đầu tiên, thua 2-1 trước Aldershot trên sân nhà, cũng như giành chức vô địch London Senior Cup lần thứ tư. Mùa giải tiếp theo seasonhọ lại lọt vào vòng Hai, đánh bại đội Third Division Oxford United trước khi để thua 3-1 trước Reading. Mùa giải 1981-82 đội đưa Gillingham vào trận đá lại ở vòng Hai, thua 3-1. Lần xuất hiện cuối cùng của họ ở vòng hai là vào mùa giải 1983-84, khi họ thua 2-1 trước Plymouth Argyle. Đội đạt được Essex Senior Cup lần thứ bảy vào mùa giải 1989-90.
Đội tiếp tục thi đấu tại Isthmian League Premier Division cho đến khi xuống hạng Division One cuối mùa giải 1990-91. Sau khi kết thúc ở vị trí cuối cùng vào mùa giải 1995-96 câu lạc bộ đã bị xuống hạng ở Division Two. Năm 2001 Barking không còn tồn tại khi họ hợp nhất với East Ham United để thành lập Barking & East Ham United. Tuy nhiên, khi câu lạc bộ mới này giải thể vào năm 2006, Barking được thành lập lại và gia nhập giải Essex Senior League. Trong mùa giải 2016-17 câu lạc bộ đã giành chức vô địch Essex Senior League, giành quyền thăng hạng lên North Division của Isthmian League. Vào cuối mùa giải 2018-19, đội được chuyển đến South Central Division.

## Sân vận động
Barking Institute ban đầu chơi tại Sân giải trí trong Barking Park, trước khi chuyển đến Vicarage Field, được Barking Rovers sử dụng từ năm 1884. Dàn đèn được lắp đặt vào năm 1958 và họ là câu lạc bộ Isthmian League đầu tiên chơi một trận đấu dưới ánh đèn. Năm 1973, câu lạc bộ bị hội đồng buộc phải rời mặt đất và chuyển đến Mayesbrook Park. Câu lạc bộ đã mang dàn đèn từ Vicarage Field và lắp đặt một quầy xe kéo tạm thời ở phía bắc của sân. Sau đó nó đã được thay thế bằng khán đài cố định với 210 chỗ ngồi và chỗ đứng cho 450 khán giả. Một sân thượng không có mái che được lắp đặt phía sau cuối phía tây của sân, có thêm mái vào năm 2001 khi Barking sáp nhập với East Ham United.

## Danh hiệu
- Isthmian League
  - Vô địch Premier Division 1978-79
- Athenian League
  - Vô địch 1934-35
- London League
  - Vô địch Premier Division 1920-21
  - Vô địch Division One A 1909-10
- Essex Senior League
  - Vô địch 2016-17
- South Essex League
  - Vô địch Division One 1898-99, 1911-12
  - Vô địch Division Two 1900-01
  - Vô địch Division Two A 1901-02
- Leyton & District League
  - Vô địch 1899-1900
- Essex Senior Cup
  - Vô địch 1893-94, 1895-96, 1919-20, 1945-46, 1962-63, 1969-70, 1989-90
- London Senior Cup
  - Vô địch 1911-12, 1920-21, 1926-27, 1978-79

## Kỉ lục
- Thành tích tốt nhất tại Cúp FA: Đá lại Vòng Hai, 1981-82
- Thành tích tốt nhất tại FA Amateur Cup: Á quân, 1926-27
- Thành tích tốt nhất tại FA Trophy: Vòng Hai, 1979-80
- Thành tích tốt nhất tại FA Vase: Vòng Năm, 1996-97
- Kỉ lục số khán giả: 1.972 với Aldershot, Vòng Hai Cúp FA, 1978[1]
- Cầu thủ ra sân nhiều nhất: Bob Makin, 566[1]
- Cầu thủ ghi nhiều bàn thắng nhất: Neville Fox, 241 (1965-73)[1]